# Кяпаляйское староство
Кяпаляйское староство (лит. Kepalių seniūnija) — одно из 10 староств Ионишкского района, Шяуляйского уезда Литвы. Административный центр — деревня Кирнайчяй.

## География
Расположено  в Земгальской низменности на севере Литвы, в юго-восточной части Ионишкского района.
Граничит с Крюкайским староством на востоке, Гатаучяйским — на юго-западе и юге, Ионишкским — на западе и северо-западе, Саугелаукским — на севере и северо-востоке, и Пашвитинским староством Пакруойского района — на юго-востоке и юге.

## Население
Кяпаляйское староство включает в себя 27 деревень.